# Bickenbach (Adelsgeschlecht)

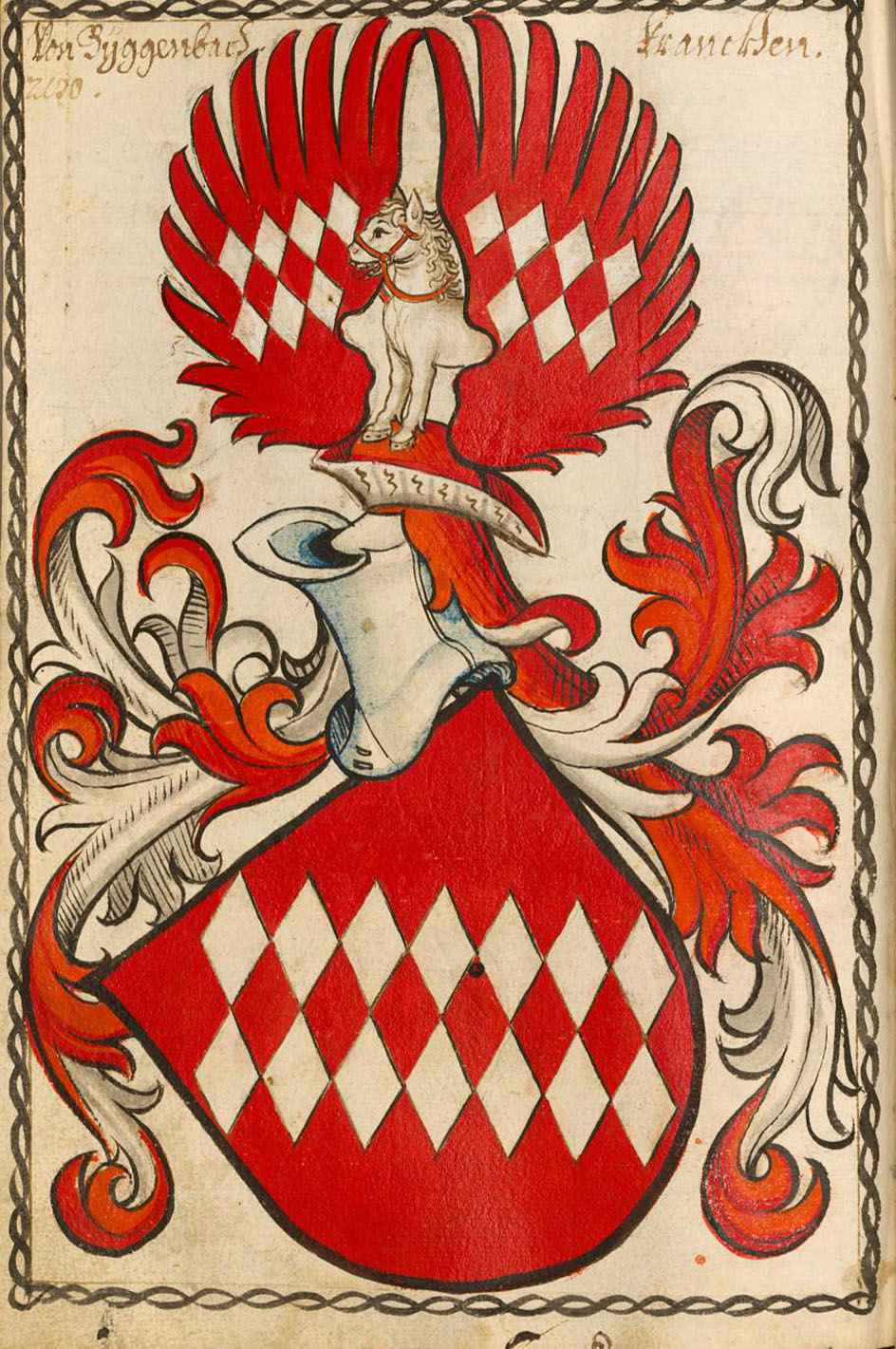
Wappen nach dem Scheiblerschen Wappenbuch

Die Familie von Bickenbach war ein deutsches Rittergeschlecht in Mitteldeutschland mit Besitzungen in den fränkischen Ritterkantonen Odenwald und Steigerwald.

## Geschichte

### Ursprung

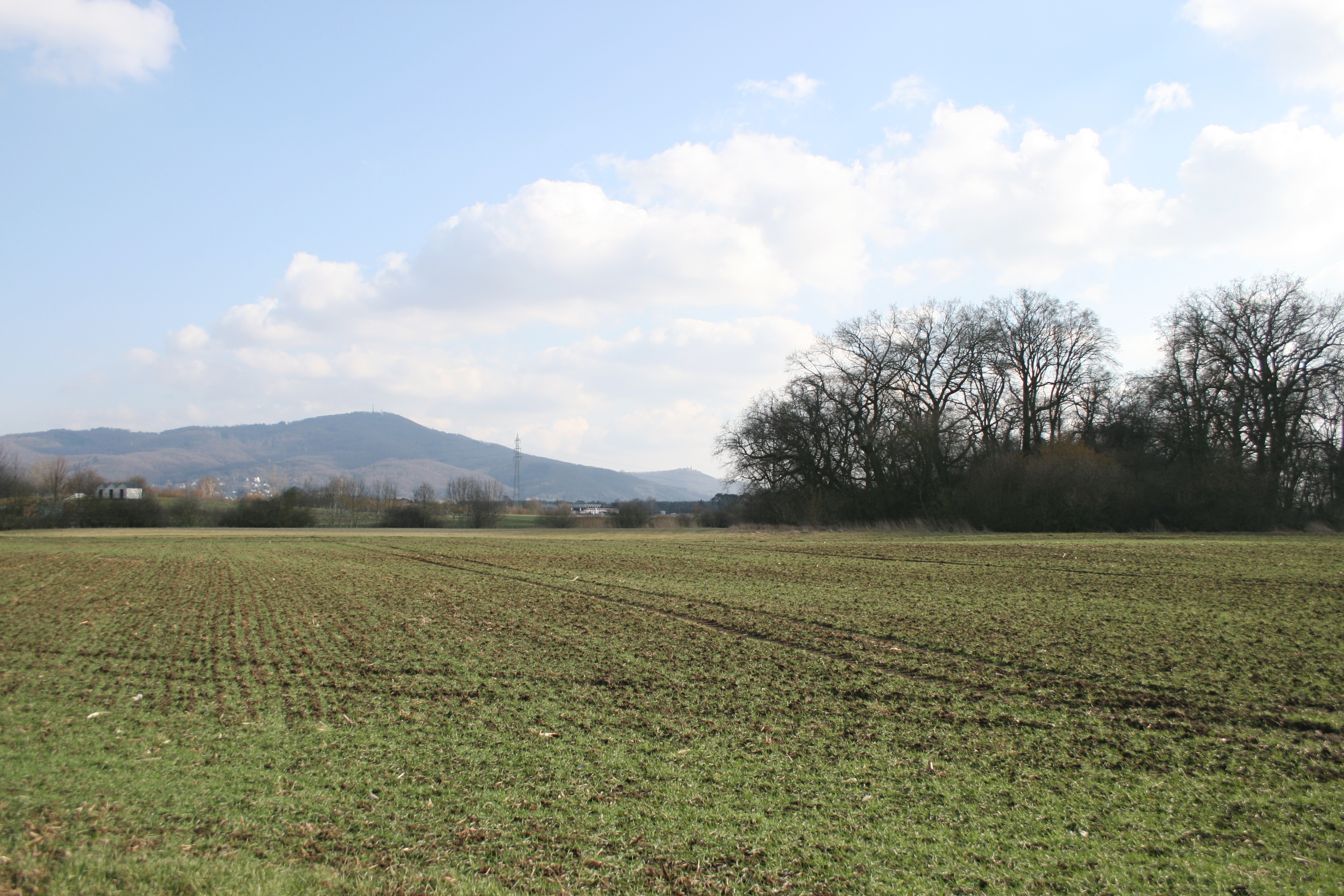
Weilerhügel bei Bickenbach, Standort der ersten Turmhügelburg

Der namensgebende Ort Bickenbach ist heute eine Gemeinde im Landkreis Darmstadt-Dieburg in Hessen. Die Familie ist dort bis 1130 zurückzuverfolgen. Erste Stammburg war eine Turmhügelburg, der sogenannte Weilerhügel bei Bickenbach. Urkundlich erwähnt wurde Konrad I. von Bickenbach, ein kurmainzischer Lehensnehmer, der mit Meinlindis von Katzenelnbogen, der Tochter von Heinrich I. von Katzenelnbogen und der Liutgard von Heimbach, verheiratet war. Sie war die Schwester von Heinrich II., dem ersten Grafen von Katzenelnbogen (ab 1138).
In einer Urkunde vom 29. November 1130 bekundete Erzbischof Adalbert von Mainz die Weihe einer von Konrad von Bickenbach in der Burg Bickenbach gegründeten und mit Gütern zu Alsbach und Bickenbach dotierten Kapelle. Unter den Zeugen waren Graf Berthold von Lindenfels, Heinrich II. von Katzenelnbogen und der Pfalzgraf bei Rhein. Die Weihe wurde durch den Bischof von Straßburg vorgenommen. Als weitere geistliche Würdenträger wurden die Bischöfe von Worms, Konstanz und Chur sowie der Abt des Klosters Lorsch erwähnt. Die Anwesenheit der zahlreichen hochgestellten Persönlichkeiten weist auf die Stellung des Konrad von Bickenbach hin, erklärt sich aber auch aus der kurz zuvor erfolgten Weihe der Klosterkirche in Lorsch, die durch einen Brand zerstört worden war.
Obwohl die Herren von Bickenbach Allodialbesitz in Jugenheim besaßen, erfolgte der Bau der Burg auf dem Weilerhügel als Lehen des Klosters. Der Standort der Kapelle dürfte aufgrund des frühen Datums, über 100 Jahre vor der Ersterwähnung der Burg Bickenbach, am ehesten in der dortigen Vorburg zu suchen sein. Aus urkundlichen Erwähnungen des Bickenbacher Besitzes in Jugenheim wird gelegentlich eine Herkunft der Familie vom Heiligenberg bei Jugenheim (Sitz des Zentgerichts, ab 1264 Kloster, später Schloss Heiligenberg) erwogen.

### Burg Bickenbach (Schloss Alsbach)

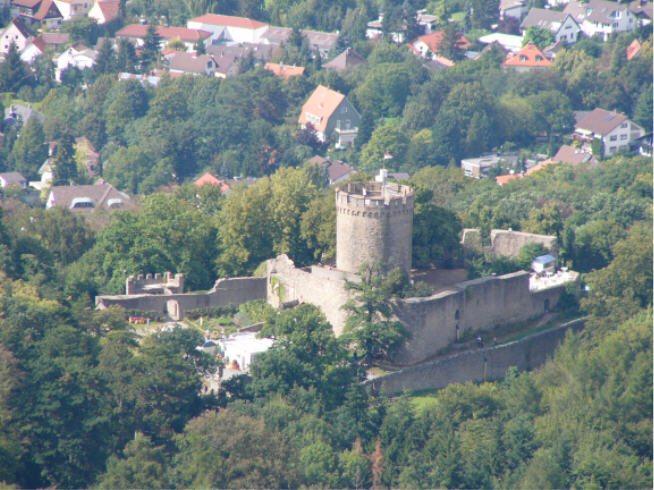
Schloss Alsbach – vormals Burg Bickenbach (Blick vom Melibokus)

In der ersten Hälfte des 13. Jahrhunderts erbauten die Herren von Bickenbach die Burg Bickenbach, das heutige Schloss Alsbach, welches über Alsbach, ca. 2 km von Bickenbach entfernt, auf einem nordwestlichen Ausläufer des Melibokus steht. Von hier konnten sie ihren Teil der Bergstraße kontrollieren, der, über Zwingenberg aus der Obergrafschaft Katzenelnbogen kommend, weiter über Burg Jossa (Jugenheim), Burg Tannenberg (Seeheim) und Burg Frankenstein, wieder in katzenelnbogisches Gebiet bei Bessungen und Darmstadt führte.
Der Einflussbereich der Bickenbacher zog sich vom Rhein bei Gernsheim über Bickenbach weiter in den Odenwald bis Habitzheim und Otzberg. Dabei hatten sie verschiedene Lehnsherren wie das Kloster Lorsch und später Kurmainz im Westen sowie das Bistum Fulda und später die Pfalzgrafen im Osten. Eine Urkunde von 1390, auf dem Otzberg gefertigt, besagt
Schreiben des Stifts zu Fulda an Dieterich und Conrad, Herrn zu Bickenbach mit ihrer Mannschaft und Lehen künftig dem Pfalzgrafen Rupprecht zu dienen und zu gehorsamen, als sie dem Stifte Fulda seither gewesen.
Die Stammtafel der Bickenbacher lässt einige Fragen offen. Im 14. Jahrhundert gab es vielfältige familiäre Beziehungen zu den Katzenelnbogenern und den Herren zu Erbach. Die beiden Adelshäuser kauften sich in Bickenbach und Burg Bickenbach ein und traten vermehrt in Erscheinung. Die Burg wurde immer mehr als Ganerbenburg genutzt und auch in den umliegenden Orten finden zahlreiche Namen wie die Grafen von Rieneck, die Grafen von Wertheim, die Grafen von Mansfeld und die Ulner von Dieburg ihre Erwähnung.
1411 wurde die Burg erstmals als Schloss Bickenbach erwähnt.
Quittung Schenk Eberhards zu Erbach des älteren an Grafen Johann zu Wertheim über 2100 fl. Wiederkaufsschilling von den von letzterem an des Ersteren Mutter Elisabeth von Katzenelnbogen verkauften Theil an dem Schloss zu Bickenbach.
Da die Raubüberfälle des Ganerben Ulner von Dieburg jedoch überhandnahmen, sah sich die Stadt Frankfurt am Main im Jahre 1463 dazu veranlasst, die Burg zu belagern, einzunehmen und niederzubrennen.

### Weitere Besitze

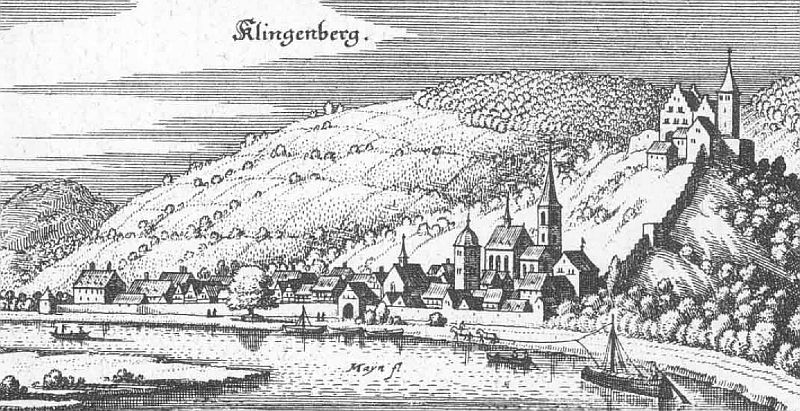
Clingenburg, Auszug aus der Topographia Hassiae 1655

Conrad von Bickenbach heiratete Guda, die Witwe und Erbin des 1246 verstorbenen Conrad Schenk von Limpurg und erbte so die Clingenburg am Main. Die Linie stellte in den folgenden 250 Jahren viele einflussreiche Männer und Frauen wie Domherren, Äbtissinnen, einen Fürstabt und einen Meister des Deutschen Ordens. Die Bickenbacher heirateten in viele einflussreiche Familien des Rhein-Main-Raumes ein. So heiratete Anna von Bickenbach Johann XI. Kämmerer von Worms und wurde damit zu einer Stammmutter des Hauses Dalberg. Auch die Mutter des Mainzer Erzbischofs Dietrich von Erbach war eine Bickenbacherin.
1381 heiratete Konrad IV. von Bickenbach Christine von Hohenberg (auch von Homburg), die Letzte ihres Geschlechts und Erbin der Homburg (Gössenheim). Die Hohenberger Güter wurden 1469 an den Würzburger Fürstbischof Rudolf II. von Scherenberg verkauft.

### Epilog
Trotz weitläufiger Verwandtschaft starb das Geschlecht der Bickenbacher mit dem Tod von Konrad VIII. 1486 beziehungsweise Konrad VII. 1497 (differierende Quellenlage) aus. Für einige der Bickenbacher war die Kirche St. Michaelis in dem später gegen 1630 aufgegebenen Ort Grubingen die Begräbnisstätte. 1488 kaufte Schenk Erasmus von Erbach den größten Teil des Besitzes und nannte sich ab 1502 Schenk Erasmus Herr zu Erbach und Bickenbach. 1532 wurden die Erbacher in den Grafenstand erhoben. 1504 im Bayerisch-Pfälzischen Erbfolgekrieg wurde das Bickenbacher Gebiet durch den Landgrafen Wilhelm II. von Hessen besetzt und kam im Laufe der Jahre Stück für Stück zur Landgrafschaft Hessen. 1714 verkauften die Erbacher Grafen den Ort Bickenbach an den Landgrafen Ernst Ludwig von Hessen-Darmstadt. Die Clingenburg und ihr Umland kamen nach dem Aussterben der Bickenbacher an das Erzstift Mainz.

## Wappen
Auf Rot in Silber zwei Reihen Wecken nach dem Schrägrechtsbalken gelegt. Auf dem Stechhelm mit den rot-silbernen Helmdecken zwischen dem offenen Flug mit zwei Reihen silbernen Wecken ein weißes rot gezügeltes Pferd hervorbrechend.
Die Gemeinde Bickenbach erinnert in ihrem Gemeindewappen noch heute an dieses Geschlecht.

Wappen der Gemeinde Bickenbach
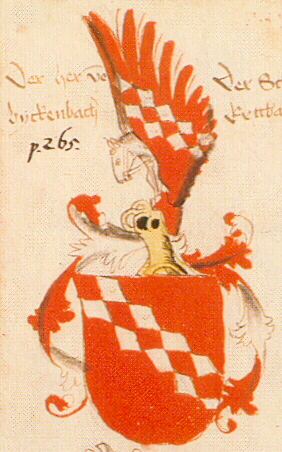
Wappen im Ingeram-Codex
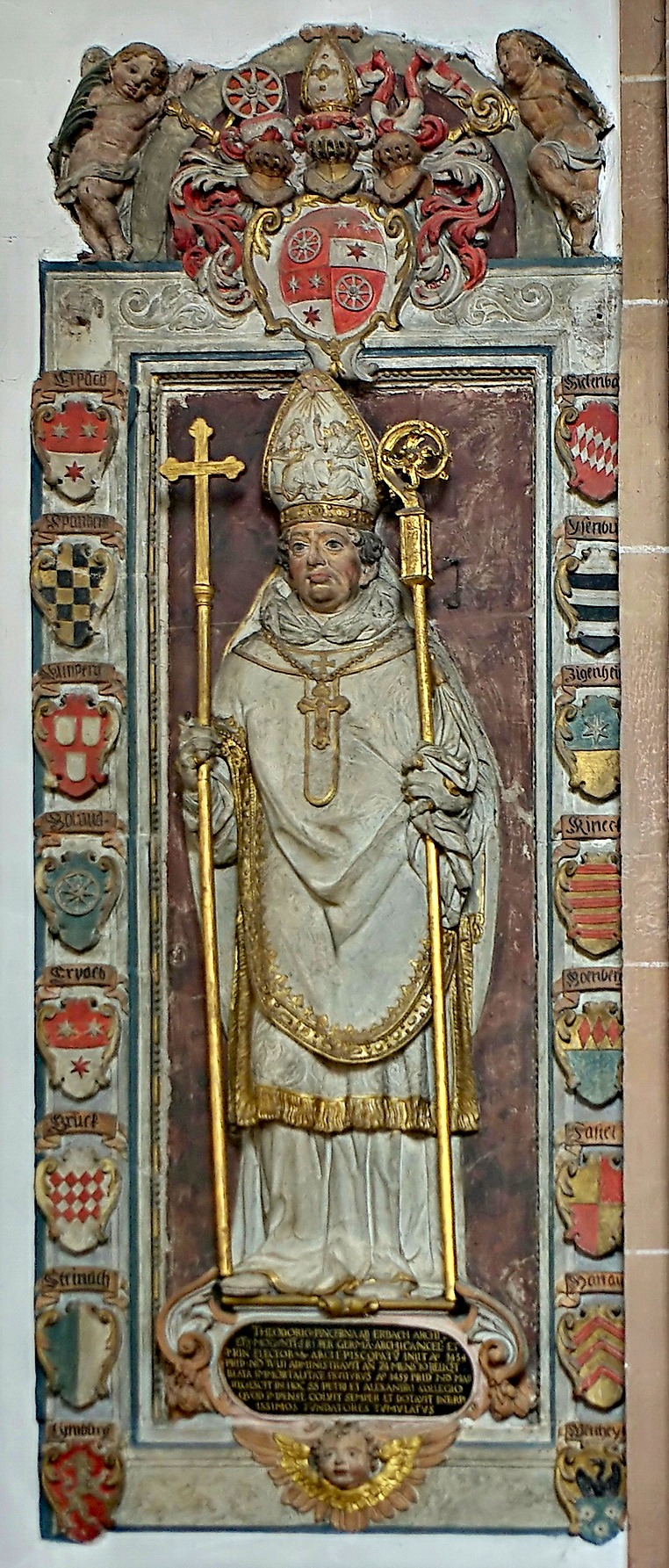
Wappen der Bickenbach in der Ahnenprobe des Mainzer Erzbischofs Dietrich Schenk von Erbach
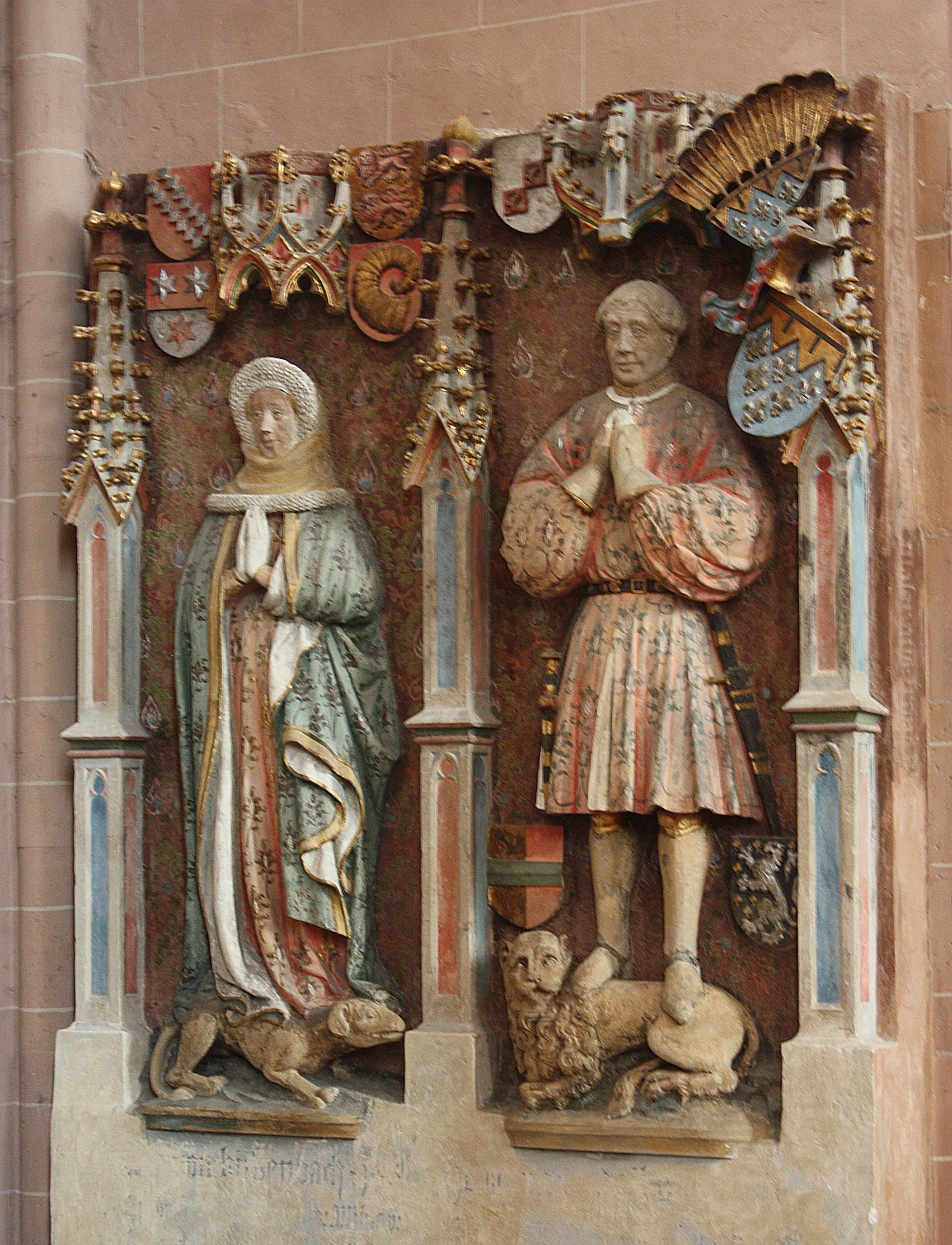
Grabmal Johann XI. Kämmerer von Worms und Anna von Bickenbach (beide † 1415), Katharinenkirche (Oppenheim)

## Persönlichkeiten
- Markward II. von Bickenbach, Fürstabt von Fulda (1286–1288)
- Philipp von Bickenbach, Deutschmeister (1361–1375)
- Elisabeth Anna von Bickenbach-Giech ⚭ Konrad von Giech
- Heinrich Jakob von Fleckenstein-Bickenbach-Windeck (1636–1720)